# Andreas Ermacora

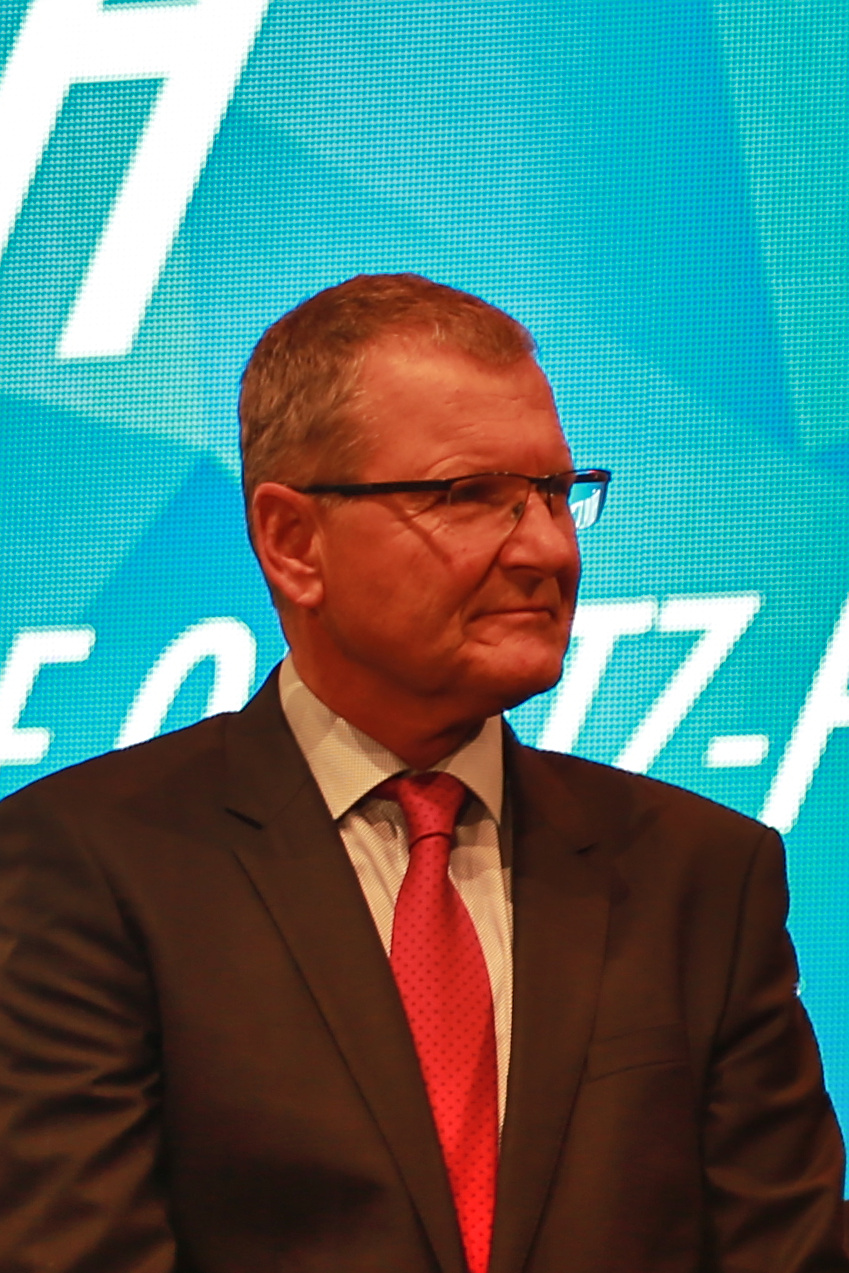
Andreas Ermacora bei der Eröffnung der Kletterweltmeisterschaft 2018 in Innsbruck.

Andreas Ermacora (* 23. Juni 1960 in Innsbruck) ist ein österreichischer Jurist und Vereinsfunktionär. Von 2013 bis 2023 war er Präsident des Österreichischen Alpenvereins.

## Leben
Ermacora besuchte in Innsbruck die Schule und studierte Rechtswissenschaften an der Leopold-Franzens-Universität in seiner Heimatstadt. 1988 legte er die Rechtsanwaltsprüfung ab und ist seitdem Rechtsanwalt und Sachverständiger in Innsbruck mit den Schwerpunkten Liegenschaftsrecht, Sport- und Alpinrecht.
Seine Begeisterung für den Bergsport entdeckte Ermacora nach eigenen Angaben beim Bundesheer. Ab 1992 war er Präsidiumsmitglied des Österreichischen Alpenvereines, der mit knapp 725.000 Mitgliedern (Stand: 31. Dezember 2022)[veraltet] der größte alpine Verein in Österreich und weltweit der zweitgrößte nach dem Deutschen Alpenverein ist. Mit Jahresende 2012 trat der bisherige Vereinspräsident Christian Wadsack aus beruflichen Gründen zurück, Ermacora wurde dessen Nachfolger.
Er ist der Sohn des Völkerrechtlers und Politikers Felix Ermacora, der von 1968 bis 1971 selbst Präsident des Österreichischen Alpenvereines war.
Sein Sohn Martin Ermacora ist ein bekannter Profi-Beachvolleyball-Spieler.
Andreas Ermacora erklärte am 21. Oktober 2023 mit Jahresende seine ÖAV-Präsidentschaft an Gerald Dunkel-Schwarzenberger zu übergeben.

## Ehrungen
- 2023: Goldenes Ehrenzeichen für Verdienste um die Republik Österreich[4]
- 2024: Ehrenzeichen des Landes Tirol[5]